# Wereldkampioenschap MX1 2006
Het wereldkampioenschap motorcross MX1 2006 bestaat uit 15 Grote Prijzen; elke Grote Prijs bestaat uit twee reeksen van 35 minuten + 2 ronden. De eerste twintig rijders in elke reeks krijgen punten voor het wereldkampioenschap volgens de verdeling:
- winnaar: 25 punten
- 2e: 22
- 3e: 20
- 4e: 18
- 5e: 16
- 6e tot en met 20e: 15 tot en met 1 punt.

Alle reeksen tellen mee voor de eindrangschikking.
De winnaar van een Grote Prijs is de rijder met de meeste punten in de beide reeksen. Bij gelijke stand wint de rijder met de meeste punten in de tweede reeks.

## Voorbeschouwing
Voor Stefan Everts was dit zijn laatste seizoen in het wereldkampioenschap, waarin hij trachtte zijn tiende wereldtitel te behalen en mogelijk ook zijn honderdste overwinning in een Grote Prijs. Vijfvoudig wereldkampioen Joël Smets was er dit seizoen niet meer bij.
De grootste tegenstand voor Everts werd verwacht van de Fransman Sébastien Tortelli, die na een aantal jaren in het Amerikaanse circuit, teruggekeerd is naar het MX1 wereldkampioenschap. Ook de Nieuw-Zeelander Joshua Coppins en de Fransman Mickaël Pichon behoorden tot de favorieten.

## Belangrijkste deelnemers
| Naam                  | Land | Merk     |
| --------------------- | ---- | -------- |
| Jonathan Barragán     | ESP  | KTM      |
| Joshua Coppins        | NZL  | Honda    |
| Ken De Dycker         | BEL  | Honda    |
| Erik Eggens           | NED  | Kawasaki |
| Stefan Everts         | BEL  | Yamaha   |
| Francisco García Vico | ESP  | Honda    |
| Brian Jørgensen       | DEN  | Honda    |
| Tanel Leok            | EST  | Kawasaki |
| Pascal Leuret         | FRA  | Honda    |
| Cédric Melotte        | BEL  | Yamaha   |
| James Noble           | GBR  | Honda    |
| Mickaël Pichon        | FRA  | KTM      |
| Antti Pyrhönen        | FIN  | TM       |
| Steve Ramon           | BEL  | Suzuki   |
| Kevin Strijbos        | BEL  | Suzuki   |
| Stephen Sword         | GBR  | Kawasaki |
| Danny Theybers        | BEL  | Suzuki   |
| Sébastien Tortelli    | FRA  | KTM      |
| Bas Verhoeven         | NED  | Kawasaki |

## Kalender en reekswinnaars
Klik op de naam van de Grote Prijs voor meer informatie en een gedetailleerde uitslag.
| Datum        | Grote Prijs                     | Plaats                      | Winnaar eerste reeks | Winnaar tweede reeks | Winnaar Grote Prijs |
| ------------ | ------------------------------- | --------------------------- | -------------------- | -------------------- | ------------------- |
| 2 april      | GP van Vlaanderen               | Zolder                      | Sébastien Tortelli   | Stefan Everts        | Stefan Everts       |
| 16 april     | GP van Spanje                   | Bellpuig                    | Kevin Strijbos       | Stefan Everts        | Stefan Everts       |
| 23 april     | GP van Portugal                 | Águeda                      | Stefan Everts        | Stefan Everts        | Stefan Everts       |
| 7 mei        | GP van Duitsland                | Teutschenthal               | Stefan Everts        | Stefan Everts        | Stefan Everts       |
| 21 mei       | GP van Japan                    | Sugo                        | Stefan Everts        | Stefan Everts        | Stefan Everts       |
| 4 juni       | GP van Europa                   | Sevlievo (Bulgarije)        | Stefan Everts        | Stefan Everts        | Stefan Everts       |
| 11 juni      | GP van Italië                   | Montevarchi                 | Stefan Everts        | Stefan Everts        | Stefan Everts       |
| 18 juni      | GP van Groot-Brittannië         | Matterley Basin, Winchester | Stefan Everts        | Stefan Everts        | Stefan Everts       |
| 2 juli       | GP van Zweden                   | Uddevalla                   | Stefan Everts        | Stefan Everts        | Stefan Everts       |
| 16 juli      | GP van Zuid-Afrika              | Sun City                    | Stefan Everts        | Stefan Everts        | Stefan Everts       |
| 30 juli      | GP van de Tsjechische Republiek | Loket                       | Stefan Everts        | Stefan Everts        | Stefan Everts       |
| 6 augustus   | GP van België                   | Namen                       | Stefan Everts        | Stefan Everts        | Stefan Everts       |
| 27 augustus  | GP van Noord-Ierland            | Desertmartin                | Stefan Everts        | Joshua Coppins       | Joshua Coppins      |
| 3 september  | GP van Nederland                | Lierop                      | Stefan Everts        | Stefan Everts        | Stefan Everts       |
| 17 september | GP van Frankrijk                | Ernée                       | Stefan Everts        | Stefan Everts        | Stefan Everts       |

## Eindstand van het wereldkampioenschap
| Plaats | Naam              | Land | Punten |
| ------ | ----------------- | ---- | ------ |
| 1      | Stefan Everts     | BEL  | 739    |
| 2      | Kevin Strijbos    | BEL  | 529    |
| 3      | Steve Ramon       | BEL  | 483    |
| 4      | Ken De Dycker     | BEL  | 463    |
| 5      | Tanel Leok        | EST  | 443    |
| 6      | Jonathan Barragán | ESP  | 376    |
| 7      | Joshua Coppins    | NZL  | 330    |
| 8      | Manuel Priem      | BEL  | 278    |
| 9      | Pascal Leuret     | FRA  | 267    |
| 10     | James Noble       | GBR  | 226    |

Yamaha behaalde de wereldtitel bij de constructeurs.

## Nabeschouwing
Het gehele seizoen werd gedomineerd door één man: Stefan Everts. De cijfers zijn duidelijk: hij won op een na alle Grote Prijzen en op drie na alle reeksen; in alle reeksen eindigde hij overigens bij de eerste drie. In wat hij vooraf als zijn laatste seizoen had aangekondigd kon Everts al zijn doelstellingen realiseren: hij werd voor de tiende keer wereldkampioen (dit bovendien in eigen land op de citadel van Namen) en rondde de kaap van honderd GP-overwinningen (het werden er uiteindelijk 101).
Enkele rijders die vooraf als zijn grote concurrenten golden hadden echter met tegenslagen af te rekenen: Joshua Coppins kwetste zich nog vóór de eerste GP, en miste de eerste zeven wedstrijden. Nadien ontpopte hij zich meteen tot de beste belager van Everts, en wist als enige een Grote Prijs te winnen. Coppins werkte zich uiteindelijk nog op tot de zevende plaats in de eindstand. Mickaël Pichon kon het gehele seizoen vergeten nadat er bij hem mononucleosis werd vastgesteld. En Sébastien Tortelli, die in het seizoensbegin het meest met Everts kon duelleren, kwetste zich in de derde GP en was uitgeschakeld voor de rest van het seizoen. Van de anderen bleek niemand echt in staat om Everts te bedreigen.
In de eindstand bekleedden drie Belgen de ereplaatsen na Everts: Kevin Strijbos, Steve Ramon en Ken De Dycker. De jonge Est Tanel Leok vervolledigde de top-vijf.